# Arteaga (Santa Fe)
Arteaga es una localidad del Departamento Caseros, Provincia de Santa Fe, República Argentina. Se ubica a 113 km de Rosario, a 255 km de Santa Fe (Capital Provincial) y a 62 km de Casilda (Cabecera Departamental) sobre la Ruta Provincial 92. Asimismo, Arteaga se encuentra próxima al límite con la provincia de Córdoba.

## Reseña histórica

### Creación de la Comuna
- 6 de junio de 1902

## Parajes
- Campo Iriondo
- Campo La Toscana
- Estancia La Josefina
- Lago di Como

## Economía
Posee una economía típica de la zona sur de la Provincia de Santa Fe: la Agricultura. Tiene una gran cantidad de campos en donde abunda el cultivo de la soja en primer lugar, seguido por el maíz y el trigo. También se desarrolla la ganadería

## Población
Cuenta con 4000 habitantes (Indec, 2010), lo que representa un incremento del 150% frente a los 2,792 habitantes (Indec, 2001) del censo anterior.
| Gráfica de evolución demográfica de Arteaga (Santa Fe) entre 1980 y 2010 |
|                                                                          |
| Fuente de los Censos Nacionales del INDEC                                |

### Personalidades nacidas en Arteaga
- Rubén Dusso: político.
- Rolando Pierucci: Exjugador de fútbol.
- Daiana Mariel Mena: Enfermera pública con carrera política y de ciencia.
- Fernando Pierucci (1979): exjugador de fútbol.